# ألكسندر بلاكبيرن برادفورد
ألكسندر بلاكبيرن برادفورد (بالإنجليزية: Alexander Blackburn Bradford)‏ هو سياسي أمريكي، ولد في 2 يونيو 1799 في الولايات المتحدة، وتوفي في 10 يوليو 1873. انتخب عضو مجلس ولاية تينيسي.